# شراب فرانسوی

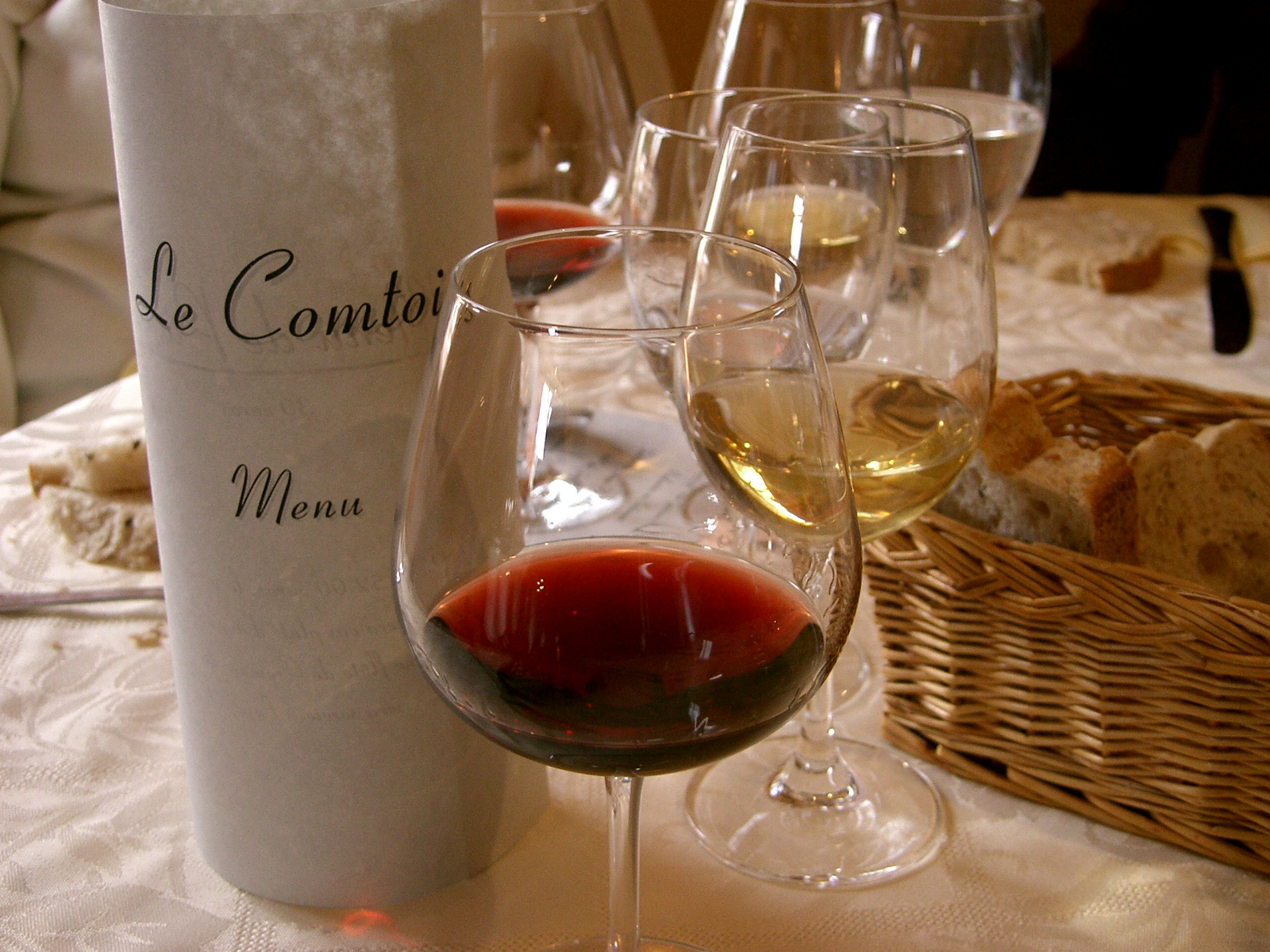
شراب‌های فرانسوی معمولاً به‌همراه غذا سرو می‌شوند.

شراب فرانسوی در مناطق مختلف کشور فرانسه در نیشهر تولید می‌شود و حجم تولید سالیانهٔ آن ۵۰ تا ۶۰ میلیون هکتولیتر (معادل ۷ الی ۸ میلیارد بطری) در سال است. فرانسه بزرگ‌ترین تولیدکنندهٔ شراب در دنیا پیش از ایتالیا است و دومین دارندهٔ مزرعه‌های کشت انگور مخصوص شراب، پس از اسپانیا است. فرانسه هم‌چنین بیشترین سهم از بازار جهانی شراب را دارد و با در اختیار داشتن ۳۴/۰۱٪ از مجموع شراب عرضه‌شده در بازارهای بین‌المللی، پیش از ایتالیا با ۱۸/۰۳٪، استرالیا با ۱۰/۲۴٪، و اسپانیا با ۹/۱۸٪ قرار دارد.
سابقهٔ   تولید شراب در فرانسه به ۶ قرن پیش از میلاد بازمی‌گردد و بسیاری از مردمان مناطق مختلف فرانسه مبدأ تاریخچهٔ علاقه‌شان به این صنعت را مرتبط با دوران امپراتوری روم می‌دانند. امروزه شراب فرانسوی در انواع مختلف تولید می‌شود، از شراب‌های بسیار گرانقیمتی که در بازار جهانی مشتری‌های مخصوص به خودشان را دارند تا اجناس معمولی که بیشتر در بازار داخلی فرانسه یافت می‌شوند.